# قطعنامه ۱۷۶۵ شورای امنیت
قطعنامه  ۱۷۶۵ شورای امنیت سازمان ملل متحد که در تاریخ ۱۶ جولای ۲۰۰۷ تصویب شد، سندی بین‌المللی دربارهٔ بررسی وضعیت در ساحل عاج است. این قطعنامه طی نشست ۵۷۱۶ام با ۱۵ رای موافق، ۰ مخالف و ۰ ممتنع تصویب شد.